# Davallia linearis
Davallia linearis là một loài dương xỉ trong họ Davalliaceae. Loài này được C.Chr. mô tả khoa học đầu tiên năm 1913.
Danh pháp khoa học của loài này chưa được làm sáng tỏ. 